# Phasia rufiventris
Phasia rufiventris là một loài ruồi trong họ Tachinidae.